# Rafael Águila
Rafael Águila Rodríguez (Ciudad de Panamá, 29 de enero de 1997) es un futbolista panameño que juega como mediocampista en el Club Deportivo Marathón de la Liga Nacional de Fútbol de Honduras.

## Trayectoria

### Suntracs FC
Se formó en las categorías inferiores del Suntracs FC y debutó en la Liga de Ascenso de Panamá el 13 de febrero de 2019 en el Ascenso LPF Clausura 2016.

### Leones de América
El 20 de julio de 2016 fue anunciado como nuevo jugador del Leones de América. Disputó el Ascenso LPF Apertura 2016, el Ascenso LPF Clausura 2017 en donde llegaron hasta los cuartos de finales, el Ascenso LPF Apertura 2017 en donde llegaron hasta las semifinales, el Ascenso LPF Clausura 2018 en donde llegaron hasta los cuartos de finales, salió campeón del Ascenso LPF Apertura 2018, disputó el Ascenso LPF Clausura 2019 quedando en ronda regular, quedó subcampeón de la Super Final Ascenso LPF 2018-2019.

### Veraguas FC
El 7 de julio de 2019 fue anunciado como nuevo jugador del Veraguas FC. Disputó el Ascenso LPF Apertura 2019 llegando hasta los playoff.

### CA Independiente
El 25 de diciembre de 2019 fue anunciado como nuevo jugador del Club Atlético Independiente de La Chorrera. Debutó con el club en la Primera División de Panamá el 25 de enero de 2020 en la victoria 1 a 0 contra el Alianza FC en el Estadio Agustín Muquita Sánchez siendo titular todo el encuentro, disputó el Torneo Apertura 2020 pero no lo terminó debido a la pandemia, en la Liga Concacaf 2020 jugó 1 partido quedándose en los octavos de final, salió campeón del Torneo Clausura 2020 en donde jugó 11 partidos, disputó el Torneo Apertura 2021 en donde jugó 8 partidos y anotó 3 goles llegando hasta los playoff, en la Liga Concacaf 2021 jugó 2 partidos quedándose en los octavos de final, el Torneo Clausura 2021 en donde jugó 14 partidos y anotó 1 gol nuevamente llegando hasta playoff.

### Academia Puerto Cabello
El 21 de diciembre de 2021 fue anunciado cesión al Academia Puerto Cabello. Debutó con el club el 24 de febrero de 2022 en el empate 1 a 1 en la Estadio La Bombonerita siendo titular hasta el minuto 82, disputó la Primera División de Venezuela 2022 en donde jugó 8 partidos.

### CA Independiente
El 17 de junio de 2022 fue anunciado su regreso al Club Atlético Independiente de La Chorrera. Salió campeón del Torneo Clausura 2022 en donde jugó 16 partidos y anotó 2 goles y bicampeón del Torneo Apertura 2023 en donde jugó 13 partidos y anotó 4 goles. Jugó 8 partidos, anotó 2 goles y dio 1 asistencia en la Copa Centroamericana de Concacaf 2023. Salió tricampeón del Torneo Clausura 2023 en donde jugó 16 partidos, anotó 3 goles y dio 1 asistencia.

### Foshan Nanshi
El 28 de febrero de 2024 fue anunciado como nuevo jugador del Foshan Nanshi. Debutó con el club el 9 de marzo de 2024 en el empate 0 a 0 contra el Yunnan Yukun FC en el Nanhai Sports Center en donde fue titular y jugó todo el partido.

## Selección nacional

### Categorías inferiores
Fue convocado por la selección sub-22 de Panamá para jugar los Juegos Panamericanos de 2019, en donde jugó 3 partidos.

### Participaciones en Selección Nacional
| Copa                         | Categoría | Sede | Resultado    | Partidos | Goles |
| ---------------------------- | --------- | ---- | ------------ | -------- | ----- |
| Juegos Panamericanos de 2019 | Sub-22    | Perú | Quinto Lugar | 3        | 0     |

## Clubes
| Club                    | País      | Año         |
| ----------------------- | --------- | ----------- |
| Suntracs FC             | Panamá    | 2016        |
| Leones de América       | Panamá    | 2016 - 2019 |
| Veraguas FC             | Panamá    | 2019        |
| CA Independiente        | Panamá    | 2020 - 2021 |
| Academia Puerto Cabello | Venezuela | 2022        |
| CA Independiente        | Panamá    | 2022 - 2023 |
| Foshan Nanshi           | China     | 2024        |
| CD Marathon             | Honduras  | 2025 - act. |

## Palmarés

### Títulos nacionales
| Título           | Club              | País   | Año    |
| ---------------- | ----------------- | ------ | ------ |
| Liga de Ascenso  | Leones de América | Panamá | 2018-A |
| Primera División | CA Independiente  | Panamá | 2020-C |
| Primera División | CA Independiente  | Panamá | 2022-C |
| Primera División | CA Independiente  | Panamá | 2023-A |
| Primera División | CA Independiente  | Panamá | 2023-C |